# Marvin Powell
Pour les articles homonymes, voir Powell.
College Football Hall of Fame 1994
(en) Statistiques sur pro-football-reference
Marvin Powell, né le 30 août 1955 à Fort Bragg en Caroline du Nord et mort le 30 septembre 2022, est un joueur professionnel américain de football américain. 
Au niveau universitaire, il joue pour les Trojans de l'université de Californie du Sud (USC) et est offensive tackle dans la National Football League (NFL) pour les Jets de New York et les Buccaneers de Tampa Bay. Powell est élu au College Football Hall of Fame en 1994.
En 1986, il est élu président de la National Football League Players Association (NFLPA).

## Biographie

### Carrière universitaire
Marvin Powell est membre de l'équipe All-Pacific-8 Conference pendant trois ans et All-American pendant deux ans. Il est diplômé de l'USC en 1977, avec un diplôme en sciences politiques.

### Carrière professionnelle
Marvin Powell est sélectionné par les Jets de New York au premier tour de draft 1977 de la NFL (en). Il est cinq fois Pro Bowler entre 1977 et 1983.
En tant qu'athlète professionnel à New York, il écrit une chronique dans un journal et est élu président de l'union des joueurs. Il travaille comme stagiaire à la Bourse de New York et passe six saisons mortes à obtenir son diplôme de droit à la faculté de droit de New York.

### Vie privée
Le fils de Marvin Powell, Marvin Powell III, a joué au football à l'université de Californie du Sud entre 1995 et 1998. Il a également joué professionnellement dans la NFL pour les Saints de La Nouvelle-Orléans. Après avoir passé un certain temps à la faculté de droit de l'université St. Thomas, Marvin Powell III est devenu propriétaire de la plus grande société de développement d'inventions appartenant à une minorité en Amérique du Nord (Idea Design Studio).